# 라이언 프랭클린
라이언 프랭클린(Ryan Ray Franklin, 1973년 3월 5일 ~ )은 전 미국 프로 야구 세인트루이스 카디널스의 선수이다.